# Иоланда де Дрё (герцогиня Бургундии)
Иоланда де Дрё (1212—1248) — герцогиня Бургундии, первая супруга Гуго IV, герцога Бургундии с 1218 по 1271 год . Дочь Роберта III де Дрё и 	Аэнор де Сен-Валери.

## Жизнь
В 1229 году Иоланда де Дрё вышла замуж за Гуго IV, герцога Бургундии (1212—1272). Дети:
- Эд (1230—1266), граф Невера, Осера и Тоннера[3]
- Жан (ок. 1231—1268), сеньор де Бурбон, граф де Шароле
- Аделаида (ок. 1233—1273), регентша Брабанта в 1261—1268; муж: Генрих III (ум. 1261), герцог Брабанта
- Маргарита (ум. 1277); 1-й муж: с после 1239 Гильом III де Мон-Сен-Жан (ум. 1256), сеньор де Мон-Сен-Жан, де Сальмес, де Туази и части Вержи; 2-й муж: с 1258 Ги VI (ум. 1263), виконт Лиможа
- сын (1236)
- Роберт II (1245/1248—1306), герцог Бургундии[3]

Иоланда умерла в 1248 году в возрасте 36 лет. Гуго IV повторно женился.